# 台視兒童合唱團
台視兒童合唱團是台灣電視公司（台視）成立的兒童合唱團，1970年12月1日成立，1990年7月1日更名為台視文化兒童合唱團，2003年解散。

## 歷史
1970年12月1日，台視成立台視兒童合唱團，隸屬台視節目部，台視副總經理何貽謀兼任團長，徐欽華擔任指揮，台視交響樂團團員楊元豐擔任鋼琴伴奏，台視歷屆兒童歌唱比賽優勝者48人入團；團員平均年齡10至11歲，都是國民小學三至六年級學生，利用星期六與星期日下午學習發聲、讀譜、樂理、練唱等課程，其中僅有男童5人。
台視兒童合唱團定位為一個業餘的音樂團體，團員不繳納任何費用，但團員家長須負擔來團訓練或演出的交通費與制服費，台視則安排音樂教育與演出的機會。台視兒童合唱團參加過中華民國國慶、元旦、春節、少棒之夜等特別節目，也常參加常態播映的節目如《快樂農家》、《你喜愛的歌》、《藍天白雲》、《銀河璇宮》等。
當時台視兒童節目《兒童世界》每星期教唱一首歌曲，教唱的歌曲大多是黃友棣、林聲翕、許常惠等人的作品，每月有四首歌曲；教完以後，台視兒童合唱團就在《兒童世界》示範演唱，同時錄成唱片，至1975年時已錄製6集，皆由電視周刊社出版發行。台視兒童合唱團團員進入變聲期，就必須離團；而當時台視每年舉辦兒童歌唱比賽，保持團員人數在60人左右。1975年時，李忠勇擔任指揮，楊元豐擔任伴奏，團員有柯惠玲、毛慧琪、楊淑慧等64人。
台視兒童合唱團參加過的特別節目有：
- 1971年1月1日17:25～18:50，台視播映台視兒童合唱團製作及演出的元旦特別節目《兒童新聲》，團員張鴻雪、葉菁、李炳瑩、江露露、廖美珍、李德恩等人擔任獨唱，吳淑杏、盧嬌櫻、許惠美等人編舞配合演出。
- 1971年4月3日20:00，台視錄影轉播在台北市中山堂舉行的《第六屆亞洲兒童合唱大會》，徐欽華指揮、楊元豐伴奏的台視兒童合唱團演唱四首歌曲：〈月夜〉（許常惠作曲）、〈海鷗〉（呂泉生作曲）、〈快樂時光〉（郭芝苑作曲）、〈魚兒水中游〉（范宇文作曲）。
- 1972年5月20日19:30～21:30，老三台在台北市中華體育館聯合轉播慶祝中華民國總統蔣中正就職特別節目《萬眾歡騰》，台視兒童合唱團擔任大合唱。
- 1972年10月31日19:30～21:00，台視兒童合唱團代表台視參加在台北市中華體育館舉行的《中華民國各界慶祝總統華誕獻壽晚會》[1]。
- 1973年10月31日22:30～23:30，台視兒童合唱團參加台視《全國各界恭祝總統華誕特別節目》，請來臺北縣私立光仁高級中學合唱團與臺北市立敦化國民小學合唱團參演。
- 1975年7月14日，台視兒童合唱團應邀參加中華民國各界在台北市國父紀念館舉行的《總統蔣公百日忌辰追思音樂會》，演唱〈大忠大勇〉（秦孝儀作詞，黃友棣作曲）與〈鳳凰樹〉（謝鵬雄作詞，李義雄作曲），賴秀霞擔任指揮，史美智擔任鋼琴伴奏。
- 1975年10月31日，台視兒童合唱團參加中華民國各界在台北市國父紀念館舉行的《總統蔣公誕辰紀念音樂會》，再次演唱〈大忠大勇〉與〈鳳凰樹〉，林玲珠擔任指揮，楊元豐擔任伴奏。

1984年8月6日至18日，台視兒童合唱團45位團員在團長黃洪鍈與指揮林玲珠的帶領下，應日本諫早少年合唱團（諫早少年合唱団）邀請赴日本演唱13日，並應富士電視台帶狀節目《三點的你》（3時のあなた）邀請演唱兩首歌曲。
1990年7月1日，台視兒童合唱團正式更名為台視文化兒童合唱團，改隸台視文化公司，在每年寒假及暑假期間定期舉辦各項國內外音樂體驗營隊，並安排出國宣慰僑胞與國內巡迴公演。
1994年4月28日，台視錄製32周年台慶特別節目《台視卅二周年台慶演唱會》，主持人鳳飛飛、田文仲與台視文化兒童合唱團合唱〈掌聲響起〉作結。 
1996年11月，台視文化公司與麗歌唱片及十二音文化合製台語流行音樂專輯《音樂天使 台語流行金曲》，金將文化事業有限公司發行，台視文化兒童合唱團首席編曲家溫隆俊擔任編曲與製作人，日本知名錄音師林原正明製作混音工程，共收錄〈一生來作伴〉、〈白色花蕊〉等12首台語歌曲。
2003年，台視文化兒童合唱團解散。

## 資料來源
主要資料來源
1. 中華民國電視學會電視年鑑暨電視叢書編纂委員會 編纂，《中華民國電視年鑑第一輯：民國五十年至六十四年》，中華民國電視學會1976年5月30日出版，第92至93頁。

次要資料來源
1. ↑  《台灣電視資料庫》：《中華民國各界慶祝總統華誕獻壽晚會》[永久]
2. ↑  中華民國電視學會電視年鑑編纂委員會 編纂，《中華民國電視年鑑第四輯：民國七十三年至七十四年》，中華民國電視學會1986年6月30日出版，第160頁。
3. ↑  台視文化兒童合唱團官方網頁遺址[永久]